# Minthostachys ovata
Minthostachys ovata là một loài thực vật có hoa trong họ Hoa môi. Loài này được (Briq.) Epling mô tả khoa học đầu tiên năm 1936.